# Żytomyrska
Żytomyrska (ukr. Житомирська, ros. Житомирская) – przystanek kolejowy w miejscowości Odessa, w obwodzie odeskim, na Ukrainie. Nazwa pochodzi od ulicy Żytomierskiej (Житомирська), przy której leży przystanek.